# Bezirksgericht Chemnitz
Das Bezirksgericht Chemnitz war von 1855 bis 1879 ein Gericht im Königreich Sachsen mit Sitz in Chemnitz.

## Geschichte
Mit dem Gesetz, die künftige Einrichtung der Behörden erster Instanz für Rechtspflege und Verwaltung betreffend vom 11. August 1855 wurden die Eingangsgerichte neu geordnet. Die Patrimonialgerichte wurden endgültig aufgelöst, Verwaltung und Rechtsprechung getrennt. Die Details der Verwaltungsreform regelten das sächsische Gerichtsverfassungsgesetz vom 11. August 1855 und die Verordnung über die Bildung der Gerichtsbezirke vom 2. September 1856.
Eingangsgerichte waren nur die Gerichtsämter und Bezirksgerichte. Als mittlere Instanz wurden vier Appellationsgerichte eingerichtet. Oberste Instanz war das Oberappellationsgericht Dresden.
Das Bezirksgericht Chemnitz war dem Appellationsgericht Zwickau nachgeordnet. Das Bezirksgericht war Gerichtsamt für die Stadt Chemnitz. Daneben waren ihm folgende Gerichtsämter nachgelagert: Gerichtsamt Chemnitz, Gerichtsamt Frankenberg, Gerichtsamt Limbach und Gerichtsamt Stollberg. Zum 30. Juni 1859 wurden das Bezirksgericht Augustusburg aufgehoben und die Gerichtsämter Oederan, Augustusburg und Zschopau dem Bezirksgericht Chemnitz zugeordnet.
1879 wurden das Bezirksgericht Chemnitz und seine Gerichtsämter aufgehoben. An deren Stelle wurden Amtsgerichte gebildet. Dies waren Amtsgericht Chemnitz, Amtsgericht Frankenberg, Amtsgericht Limbach, Amtsgericht Augustusburg, Amtsgericht Oederan, Amtsgericht Zschopau und Amtsgericht Stollberg.